# Schizomus nidicola
Espèce
Synonymes
- Schizonotus nidicolus Lawrence, 1969

Schizomus nidicola est une espèce de schizomides de la famille des Hubbardiidae.

## Distribution
Cette espèce est endémique du Haut-Katanga au Congo-Kinshasa,. Elle se rencontre vers Lubumbashi.

## Publication originale
- Lawrence, 1969 : The Uropygi (Arachnida: Schizomidae) of the Ethiopian Region. Journal of Natural History, vol. 3, p. 217-260.